# Batalha do Áxona
A Batalha do Áxona foi travada em 57 a.C., no contexto das Guerras Gálicas, entre as forças romanas de Júlio César e os belgas, liderados pelo rei Galba dos suessiões, que atacaram primeiro e foram repelidos por César. Temendo uma emboscada, os romanos não saíram em perseguição. A única fonte para esta batalha é a obra "Commentarii de Bello Gallico" (2.7–2.11), do próprio Júlio César.

## Contexto
Depois que os belgas desistiram de seu cerco à cidade de Bibrax, dos remos, eles acamparam seu exército a menos de duas milhas romanas do acampamento de César. Embora ele estivesse relutante em atacar primeiro, algumas pequenas escaramuças de cavalaria entre os campos deram a César a impressão de que seus homens não estavam em posição inferior à dos belgas e decidiu por uma batalha campal.

## Batalha

### Fase inicial
Como as forças de César estavam em minoria e corriam, por isto, o risco de serem flanqueadas, ele ordenou que seu exército construísse duas trincheiras, cada uma com quatrocentos passos de comprimento, uma de cada lado da planície perante o acampamento romano. Na extremidade de cada uma delas, César construiu um pequeno forte para abrigar sua artilharia. Em seguida, deixando duas legiões de reserva no acampamento, posicionou as seis remanescentes em ordem de combate. Os belgas fizeram o mesmo.
O ponto chave desta batalha estava num pequeno charco que ficava entre os dois exércitos e ambas as forças esperavam ansiosamente que a outra começasse a atravessar o obstáculo, pois era óbvio que elas se desorganizariam ao tentar fazê-lo. Novamente, pequenas escaramuças de cavalaria deram início a batalha, mas nenhum dos dois exércitos avançou para atravessar o charco. César alega que suas forças saíram vitoriosas nestas primeiras ações e, por isso, recuou para seu acampamento.

### Segunda fase: reposicionamento dos belgas e o combate principal
Depois da manobra de César, as forças belgas deram a volta no acampamento e tentaram se aproximar pela retaguarda, que era limitada pelo rio Áxona, o que obrigou os belgas a atacarem por um único ponto de travessia. César alega que a intenção deles era liderar uma parte de suas forças por sobre uma ponte e ou tomar o acampamento de assalto ou isolar os romanos das terras do outro lado do rio, o que privaria os romanos de pastos para seus cavalos e os impediria de tentar ajudar a tribo dos remos, cujas terras os belgas queriam saquear.
Para conter esta manobra, César enviou sua infantaria leve e a cavalaria para tentar ultrapassar o terreno difícil (uma tarefa impossível para a infantaria pesada). Segundo ele:
| “ | César, avisado [da situação] por Titúrio [seu legado], liderou toda sua cavalaria e seus númidas levemente armandos, fundeiros e arqueiros por sobre a ponte e se apressou na direção deles. Um violento combate se iniciou. Nossos homens, atacando no rio o inimigo em desordem, assassinaram a maioria deles. Pela imensa quantidade de projéteis, eles repeliram o resto, que, da maneira mais corajosa, estava tentando passar por cima dos corpos deles e, cercados pela cavalaria deles e destroçaram os que haviam atravessado primeiro o rio. | ” |
|   | — Júlio César, Commentarii de Bello Gallico 2.10. |   |

Consternados pelo corajoso ataque dos homens de César e pela consequente incapacidade de tomar o acampamento romano ou de impedi-los de atravessar o rio, as forças belgas recuaram para seu próprio acampamento. Em seguida, um conselho de guerra foi convocado e o grande exército se dispersou, com cada tribo voltando para seu território, onde poderiam tentar conter de forma mais efetiva o exército invasor de César.

## Consequências
Tão apressada e desorganizada foi a partida dos belgas do acampamento que eles pareceram estar em uma retirada desabalada perante às forças romanas. Porém, como César ainda não sabia da razão da partida, ele decidiu não perseguir as forças belgas, temendo uma emboscada. No dia seguinte, depois de saber de seus batedores que estava em andamento uma retirada completa das forças belgas, César enviou três legiões e toda sua cavalaria para atacar a retaguarda da coluna em marcha dos belgas. Em seu relato desta ação militar, César alega que estes ataques mataram tantos homens quantos a luz do dia permitiu, sem risco algum para os romanos, uma vez que as forças belgas foram pegas de surpresa e rapidamente abandonaram suas fileiras para fugir.